# Cutie Honey Flash
Cutie Honey Flash (キューティーハニーＦ, Kyūtī Hanī Furasshu; estilizado como Cutey Honey F) é uma animação japonesa de 1997, da franquia Cutie Honey criada por Go Nagai. Foi dirigido por Noriyo Sasaki e escrito por Masaki Tsuji, enquanto que o estilo de desenho dos personagens foi feito por Miho Shimogasa. A série estreou após o último arco de Sailor Moon, Sailor Stars, o que ocasionou na recontratação da maioria dos funcionários, sendo também mais focada no público mais jovem, diferente da série original.

## História
Em um dia especial em que os estudantes da Academia St. Chapel, um colégio interno, podem voltar às suas casas por um dia no mês, Honey Kisaragi comemorava seu aniversário de 16 anos, e esperava ver seu pai, e foi para casa vê-lo. No entanto, a felicidade de Honey foi interrompida por um súbito ataque de um monstro abelha e seus capangas. 
O ataque vinha da organização Panther Claw, uma organização criminosa mundial. Sua finalidade era o "Dispositivo de Materialização de Ar" inventado pelo pai de Honey, Takeshi Kisaragi.
Ela consegue escapar desesperadamente mas seu pai é levado, ela então vê sua casa totalmente destruída. Enquanto Honey chorava, um homem misterioso apareceu e lhe presenteou com uma gargantilha e um anel em forma de coração, com os sentimentos a flor da pele, e o poder do amor, ela se transforma em Cutie Honey, a dama que carrega a luz do amor.

## Personagens

### Cutie Honey e Aliados
Honey Kisaragi (如月 ハニー, Kisaragi Hanī) / Cutie Honey (キューティーハニー, Kyūtī Hanī)
Dublada por: Ai Nagano 
Honey é uma jovem de 16 anos extremamente respeitada e elogiada por todos na Academia St. Chapel, sendo também muito boa em esgrima, após um acidente envolvendo seu pai no seu aniversário de 16 anos, se transforma em Cutie Honey após falar a frase Honey Flash (ハニーフラッシュ, Hanī Furasshu) através de seu Dispositivo de Materialização de Ar, também podendo alternar entre outras formas, sendo as principais: Hurricane Honey, Scoop Honey, Nurse Honey, Escort Honey, Elegance Honey e Stage Honey.
Como Cutie Honey, sua frase de introdução é: "A dama que carrega a luz do amor, Cutie Honey, eu irei mudar a sua vida!" (愛の光を持つ乙女! キューティーハニー! あなたの人生、変わるわよ!, Ai no hikari o motsu otome! Kyūtī Hanī! Anata no jinsei, kawaru wa yo!). Seu ataque principal é o Honey Lightning Flare (ハニーライトニングフレア), e o de suporte é o Honey Boomerang (ハニーブーメラン, Hanī Būmeran).
Seiji Hayami (早見 青児, Hayami Seiji)
Dublado por: Susumu Chiba
Seiji é um detetive particular que luta contra a Panther Claw. Normalmente trabalha em dupla com Honey, não sabendo sua identidade verdadeira, já que ambos tem a mesma intenção de derrotar a Panther Claw.
Natsuko Aki (秋 夏子, Natsuko Aki)
Dublada por: Makiko Ohmoto
Natsuko é amiga de infância de Honey e também estuda na Academia St. Chapel, está sempre tentando animar Honey e sempre dribla as tentativas da Professora Miharu de pegá-las quando saem escondidas da escola.
Danbei (団兵衛, Danbei)
Dublado por: Ginzou Matsuo
Diretor da Academia St. Chapel.
Miharu (ミハル, Miharu)
Dublada por: Shizuka Okihira
Professora da Academia St. Chapel, procura sempre manter a ordem.

### Panter Claw
Panther Zora (パンサーゾラ, Pansā Zora)
Dublada por: Rumi Watanabe
A líder de Panther Claw.
Sister Jill (シスタージル, Shisutā Jiru)
Dublada por: Chiho Ookawa
Uma mulher sádica que serve a Panther Zora.
Prince Zera (プリンスゼラ, Purinsu Zera) / Tasogare no Prince (たそがれのプリンス, Tasogare no Purinsu; Príncipe do Crepúsculo)
Dublado por: Sho Hayami
Um homem misterioso que aconselha Honey, ele que lhe entregou a gargantilha e o anel que lhe permite acionar seu Dispositivo de Materialização de Ar, mais tarde é revelado que ele é parte da Panther Claw.
Seira Hazuki (葉月聖羅, Hazuki Seira) / Misty Honey (ミスティーハニー, Misutī Hanī)
Dublada por: Akiko Hiramatsu
Apresentada como a irmã de Honey, Seira nutre um ódio por sua irmã e a culpa por não ter recebido o amor e a presença de seu pai, sendo ela criada desde pequena pelo Prince Zera, a única pessoa com a qual ela se importa, ela se matricula na Academia St. Chapel e todos a veem como uma pessoa centrada e respeitada, recebendo o apelido de Rainha da Academia (学園の女王, Gakuen No Joō), entretanto, ela se mostra sádica e disposta a machucar e matar Honey, ela também se transforma através da frase Honey Flash (ハニーフラッシュ, Hanī Furasshu) em Misty Honey, a contraparte de Cutie Honey, embora ela não possa alternar entre outras formas pois seu Dispositivo de Materialização de Ar é defeituoso.
Seu ataque principal é o Honey Sexy Dynamite (ハニーセクシーダイナマイト, Hanī Sekushī Dainamaito), e o de suporte é o Honey Boomerang (ハニーブーメラン, Hanī Būmeran).

## Mídia

### Anime
Cutie Honey Flash começou sua exibição na TV Asahi em 13 de setembro de 1997, sucedendo Sailor Moon Sailor Stars na grade da programação. A série está disponível em DVD (em japonês) em 4 volumes.

### Filme
O filme de Cutie Honey Flash, intitulado de Cutie Honey Flash: THE FINAL CHAPTER, foi lançado em 12 de Julho de 1997, Misty Honey tem participação nesse filme.